# 莱沙佩勒波旁
莱沙佩勒波旁（法語：Les Chapelles-Bourbon，法語發音：[le ʃapɛl buʁbɔ̃] ⓘ）是法国塞纳-马恩省的一个市镇，属于普罗万区。

## 地理
莱沙佩勒波旁（48°44'28"N, 2°50'31"E）面积6.42 平方千米，位于法国法蘭西島大區塞纳-马恩省，该省份为法国北部内陆省份，北起瓦兹省，西接埃松省、马恩河谷省、塞纳-圣但尼省和瓦兹河谷省，南至卢瓦雷省，东南接约讷省，东临马恩省和奥布省，东北接埃纳省。
与莱沙佩勒波旁接壤的市镇（或旧市镇、城区）包括：布里地区讷夫穆捷、布里地区图尔南、沙特尔、布里地区拉乌赛、布里地区马尔勒。

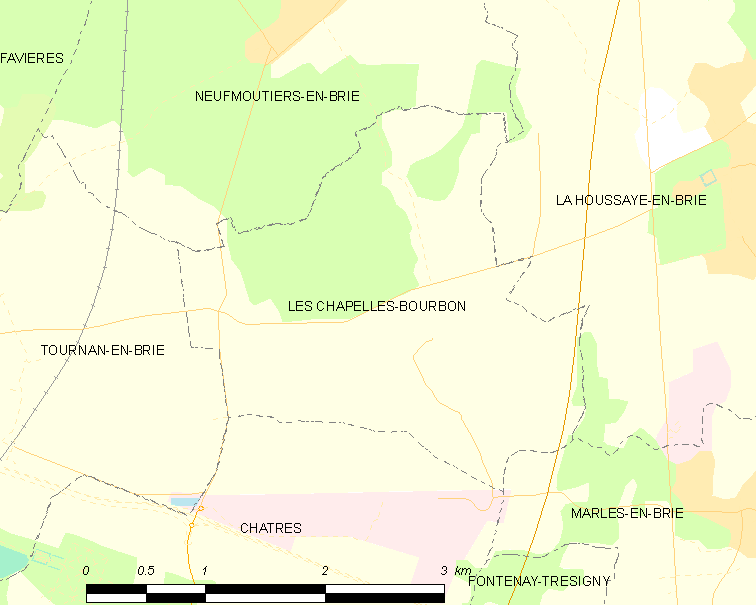
莱沙佩勒波旁的OSM定位图

莱沙佩勒波旁的时区为UTC+01:00、UTC+02:00（夏令时）。

## 行政
莱沙佩勒波旁的邮政编码为77610，INSEE市镇编码为77091。

## 政治
莱沙佩勒波旁所属的省级选区为丰特奈-特雷西尼县。

## 人口

1962-2008年间莱沙佩勒波旁人口变化图示

莱沙佩勒波旁于2022年1月1日时的人口数量为464人。